# Вологдино (Владимирская область)
Вологдино  — населенный пункт в Меленковском районе Владимирской области. Входит в состав Тургеневского сельского поселения.

## Климат
Климат умеренно континентальный. Лето теплое. Зима в меру холодная. Ярко выражены весна и осень.

## Природные ресурсы
В окрестностях деревни произрастает широкое разнообразие видов сосудистых растений. Населенный пункт окружен смешанными лесами.

## История
В конце XIX — начале XX века деревня входила в состав Тургеневской волости Меленковского уезда, с 1926 года — в составе Усадской волости Муромского уезда. В 1926 году в деревне числилось 59 дворов. 
С 1929 года деревня являлась центром Вологдинского сельсовета Ляховского района, с 1940 года — в составе Тургеневского сельсовета, с 1963 года — в составе Меленковского района, с 2005 года — в составе Тургеневского сельского поселения.

## Население
| 1859 | 1905 | 1926 | 2002 | 2010 | 2021 |
| ---- | ---- | ---- | ---- | ---- | ---- |
| 189  | ↗248 | ↗302 | ↘9   | ↘2   | ↗18  |